# Калорија Алта (Пистоја)
Калорија Алта је насеље у Италији у округу Пистоја, региону Тоскана.
Према процени из 2011. у насељу је живело 45 становника. Насеље се налази на надморској висини од 84 м.